# Бейтс, Эдвард
Эдвард Бейтс (англ. Edward Bates, 4 сентября 1793, округ Гучленд, Виргиния — 25 марта 1869, Сент-Луис, Миссури) — американский юрист и политик, генеральный прокурор США в администрации президента Линкольна (1861—1864).

## Биография
Родился 4 сентября 1793 года в округе Гучленд (Виргиния). Получил домашнее начальное образование, в 1814 году переехал в Сент-Луис, где изучал право и в 1817 году был принят в коллегию адвокатов, стал успешным юристом, впоследствии занялся политикой. С 1821 по 1826 год Бейтс являлся федеральным окружным прокурором, в 1822 году был избран в Палату представителей Миссури, затем — в Конгресс США 20-го созыва и с 4 марта 1827 по 3 марта 1829 года занимал единственное место от Миссури в Палате представителей США. В 1828 году он проиграл перевыборы и после истечения срока его мандата в 1829 году вернулся к своей юридической практике. В 1830 году вошёл в Сенат штата, а в 1834 году был вновь избран в Палату представителей Миссури. В 1850 году отклонил предложение занять должность военного министра в администрации президента Филлмора. В 1853—1856 годах являлся судьёй земельного суда Сент-Луиса, в 1856 году председательствовал на национальном конвенте партии вигов.
В 1823 году Эдвард Бейтс женился на Джулии Колтер (Julia Coalter), в 1824 году у них родился первый ребёнок — сын Джошуа Бартон (впоследствии у супругов родились ещё шестнадцать детей).
В 1860 году влиятельный республиканец Фрэнсис Престон Блэр лоббировал кандидатуру Бейтса на пост президента США, рассматривая его как компромиссный вариант между сторонниками сохранения рабства из южных штатов и радикальными аболиционистами (бывший рабовладелец, Бейтс предоставил своим невольникам свободу и оставался твёрдым приверженцем республиканской позиции: рабство должно быть строго ограничено границами рабовладельческих южных штатов и не распространяться на вновь приобретаемые страной территории). Первоначально и сам Бейтс изъявлял намерение сделать этот решительный политический шаг, но в конечном итоге партия выдвинула на президентские выборы кандидатуру Авраама Линкольна, который и стал новым главой государства. С 5 марта 1861 по 24 ноября 1864 года Бейтс являлся в его кабинете генеральным прокурором в ходе Гражданской войны. Он поддержал ограничение федеральными властями законодательства, защищавшего неприкосновенность личности (habeas corpus), а также рекомендовал блокаду портов Юга, установленную Линкольном. В 1863 году одобрил решение о захвате торговых судов противника и поддержал прокламацию об освобождении рабов, но выступил против вооружения освобождённых чёрных невольников и в сентябре 1864 года подал в отставку из-за накопившихся противоречий в отношениях с президентом и другими членами кабинета.
Умер в Сент-Луисе 25 марта 1869 года и похоронен на частном кладбище в городе Флориссант. В 1906 году прах Эдварда Бейтса был перезахоронен на кладбище Бельфонтейн в Сент-Луисе.

## Семья
Эдвард Бейтс — младший из двенадцати детей Томаса Флеминга Бейтса и Кэролайн Вудсон-Бейтс (Caroline Woodson Bates), принадлежавших к старой американской земельной аристократии (его отец был лично знаком с Томасом Джефферсоном и участвовал в войне за независимость, хотя это стоило ему исключения из общины квакеров и неразрешимых финансовых проблем для плантации). Эдвард родился на отцовской рабовладельческой плантации Бельмонт (Belmont) в окрестностях Ричмонда, его старший брат Фредерик стал видным политиком в штате Миссури (в том числе был его губернатором).